# Puss in Boots (1922)
Puss in Boots é um curta-metragem de animação produzido nos Estados Unidos, dirigido por Walt Disney e lançado em 1922. Foi baseado no livro dos Irmãos Grimm.